# 어바웃 타임
《어바웃 타임》(영어: About Time)은 2013년에 개봉한 영국의 로맨틱 SF 코미디 드라마 영화이다. 자신의 과거를 변경할 수 있는 타임슬립이란 특별한 능력을 가진 젊은 남자가 첫눈에 반한 여자와의 완벽한 사랑을 이루기 위해 시간여행을 하는 이야기이다. 이 영화는 리처드 커티스가 각본, 감독을 맡았고, 도널 글리슨, 레이철 매캐덤스, 빌 나이 등이 출연했다. 영국에서는 2013년 9월 4일에, 미국에서는 2013년 11월 3일에 개봉했고, 대한민국에서는 2013년 12월 5일에 개봉해 관객수 339만 명을 동원하며 인기리에 상영되었다.

## 줄거리
21살이 된 팀(도널 글리슨 분)은 아버지(빌 나이 분)로부터 놀라운 이야기를 듣게 된다. 대대로 이 가문 남자들은 성년이 되면 시간 여행을 할 수 있는 능력을 갖게 된다는 것인데, 그 방법은 의외로 단순하다. 어두운 곳에 들어가 두 주먹을 꼭 쥐고 돌아가고 싶은 순간을 떠올리면 되는 것이다. 팀의 아버지는 과거로 돌아갈 수는 있지만 역사를 되돌리거나 여신과 만나 사랑을 나누는 일은 불가능하다고 일러준다. 자신이 경험한 과거로만 돌아갈 수 있을 뿐이다. 제대로 연애를 해보지 못한 팀은 첫 시간 여행지로 불과 얼마 전 참석했던 송년 파티를 선택한다.

## 출연진
- 도널 글리슨 - 팀 레이크 역
- 레이철 매캐덤스 - 메리 역
- 빌 나이 - 제임스 레이크 역
- 리디아 윌슨 - 킷 캣 역
- 린지 덩컨 - 메리 레이크 역
- 리처드 코더리 - 삼촌 데즈먼드 역
- 조슈아 맥과이어 - 로리 역
- 톰 홀런더 - 해리 채프먼 역
- 마고 로비 - 샬럿 역
- 윌 메릭 - 제이 역
- 버네사 커비 - 조애나 역
- 톰 휴스 - 지미 킨케이드 역
- 해리 해든페이턴 - 루퍼트 역
- 리사 아이크혼 - 진 역: 메리의 어머니.
- 캐서린 스테드먼 - 티나 역
- 리처드 그리피스 - 톰 역
- 리처드 E. 그랜트 - 검사를 연기한 연극 배우 역

## 제작
본래 메리 역은 조이 데이셔넬이 맡을 예정이었으나 도중 레이철 매캐덤스로 바뀌었다.
리처드 커티스 감독은 이 작품이 자신의 마지막 연출 작품이 될 것 같다고 언급했다.

## 흥행
- 대한민국: 339만 2,699명

## 시청 등급
- 대한민국: 15세 이상 관람가